# ناحیه بومتهنگ

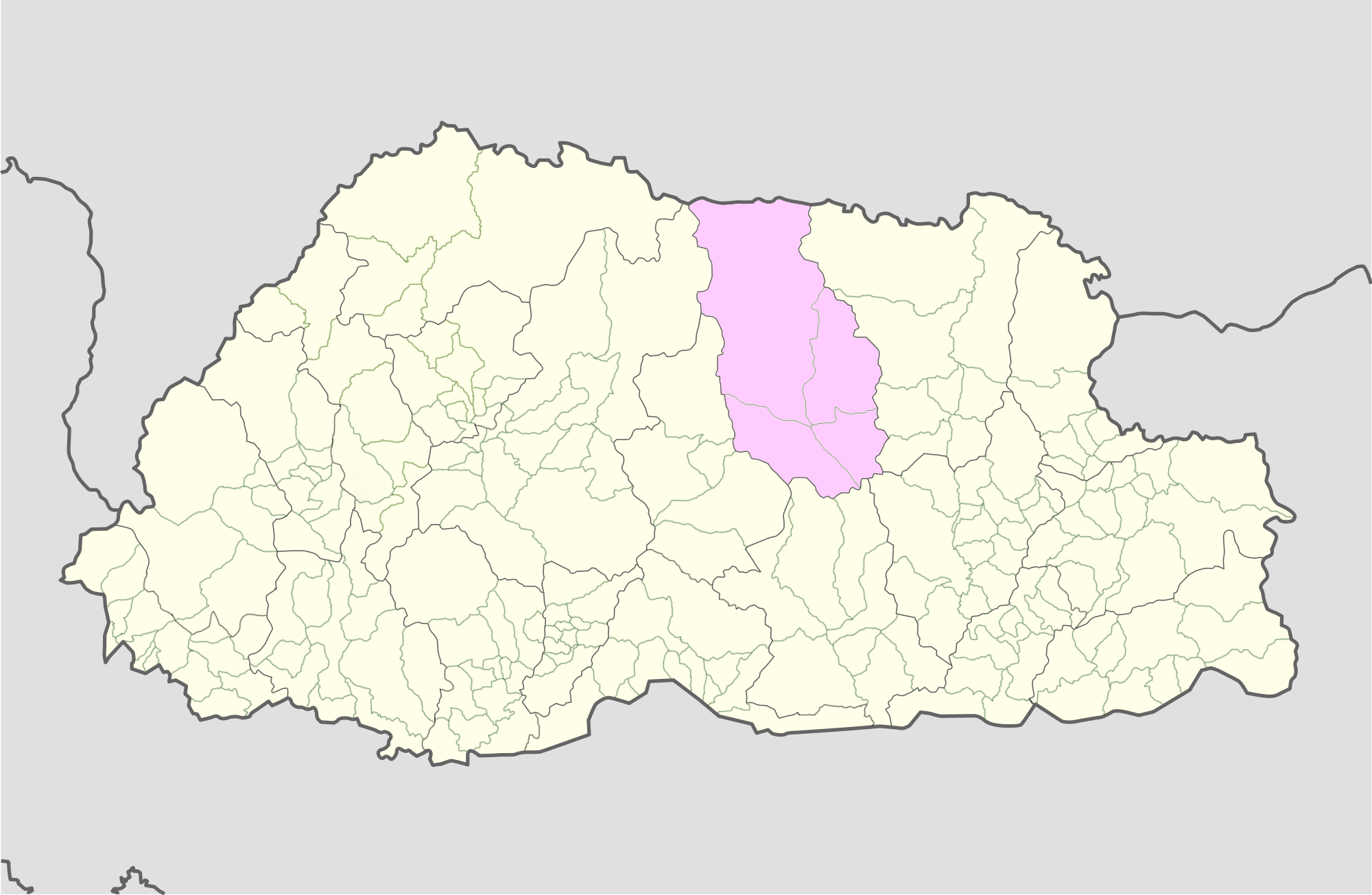
محل استان‌های بومتهنگ در بوتان

بومتهنگ (به لاتین: Bumthang) یکی از استان‌های بوتان  است.این استان دارای ۶۰٬۱۰۰ نفر جمعیت و مرکز این استان، شهر بومتهنگ می باشد.

## اقتصاد
این استان از نظر کشاورزی از رتبه بیشتر نسبت به دیگر استان ها بخوردار می باشد.از محصولات این استان می توان به کشت گندم سیاه، سیب، سیب زمین یو برنج اشاره کرد. از دیگر محصولات این استان می توان به محصولات لبنی، عسل و محصولات پارچههای پشمی نیز اشاره کرد.